# Patrick Rives
Pas d'image ? Cliquez ici

a Compétitions nationales et continentales officielles uniquement.

b Matchs officiels uniquement.
Patrick Rives, né le 31 mai 1949 à Albi, est un joueur de rugby à XIII dans les années 1960 et 1970 évoluant au poste de demi de mêlée ou de demi d'ouverture.
Fils d'André Rives, grand joueur des années 1950 et 1960, Patrick Rives joue au cours des années 1970 au sein du RC Saint-Gaudens avec lequel il remporte le Championnat de France en 1970 et 1974 ainsi que la Coupe de France en 1973.
Ses bonnes prestations en club l'amènent à être sélectionné en équipe de France comptant trois sélections contre l'Australie et la Grande-Bretagne.
Dans la vie civile, il est fonctionnaire de la fonction publique territoriale et devient directeur des services techniques de Saint-Gaudens.

## Palmarès
- Collectif :
  - Vainqueur du Championnat de France : 1970 et 1974 (Saint-Gaudens).
  - Vainqueur de la Coupe de France : 1973 (Saint-Gaudens).
  - Finaliste du Championnat de France : 1971 et 1972 (Saint-Gaudens).

### Détails en sélection
| 1. | 9 décembre 1973  | Australie       | 9-21 | Test-match | Demi d'ouverture | - | - | - | - |
| 2. | 16 décembre 1973 | Australie       | 3-14 | Test-match | Remplaçant       | - | - | - | - |
| 3. | 20 janvier 1974  | Grande-Bretagne | 5-24 | Test-match | Demi de mêlée    | - | - | - | - |